# Antoni Czortek
Antoni Czortek est un boxeur polonais né le 2 juillet 1915 à Buśnia (alors dans l'Empire allemand auj. Pologne) et mort le 15 janvier 2004 à Radom.

## Carrière

### Les débuts
Czortek fait ses premiers pas dans le club de GKS Grudziąz. Son talent est rapidement remarqué et pour cette raison Antoni accepte l'offre de Skoda Varsovie et s'installe dans la capitale polonaise. Dans les années 1930 il remporte ses plus grands succès: tois titres de champion de Pologne en 1934, 1938 et 1939 ainsi que la médaille d'argent aux championnats d'Europe de boxe amateur 1939. Il participe aux Jeux olympiques d'été de 1936 à Berlin. Au premier tour il bat le Français Pierre Bonnet mais s'incline face au Sud-Africain Alec Hannan.

### Derrière les barbelés
Il prend part à la campagne de Pologne, après la capitulation, il revient à Varsovie et se cache sous le faux nom Antoni Kamiński. Recherché par la Gestapo, il s'installe avec sa famille à la campagne près de Grójec. Blessé par balle à la jambe (il boitait jusqu'à sa mort) par une patrouille allemande, Czortek est reconnu et déporté au camp de concentration d'Auschwitz. Obligé par les SS à participer à des matchs de boxe, il prend part à 15 combats pour la plupart avec des détenus beaucoup plus forts. L'un de ces combats, avec un SS, aurait été fatal pour Czortek en cas de sa défaite. En 1944, il est transféré à Mauthausen où il reste jusqu'à la libération au printemps 1945.

### Après la guerre
Une fois la paix retrouvée, il revient à Varsovie, mais en 1947, après une défaite contre un boxeur inconnu, il part à Radom. Il met un terme à sa carrière en 1949, l'année où il remporte son dernier championnat de Pologne. Ensuite, il devient entraîneur et transmet son expérience, entre autres, au champion olympique Kazimierz Paździor.

## À l'écran
En 1979, Antoni Czortek apparait dans le film Klincz de Piotr Andrejew.

## Palmarès

### Championnats d'Europe de boxe anglaise
- Médaillé d'argent en poids plumes à Dublin en 1939

### Championnats de Pologne de boxe anglaise
- Médaillé d'or en poids mouches en 1934
- Médaillé d'argent en poids mouches en 1935
- Médaillé de bronze en poids coqs en 1936
- Médaillé d'or en poids plumes en 1938 et 1939
- Médaillé d'argent en poids plumes en 1948
- Médaillé d'or en poids légers en 1949